# Universul Rama
Universul Rama (denumire originală Rama Universe) este o serie științifico-fantastică imaginată de autorii Arthur C. Clarke și Gentry Lee pornind de la romanul celui dintâi, Rendez-vous cu Rama. Seria explorează interacțiunea omenirii cu o navă spațială gigantică de formă cilindrică, botezată Rama, care vizitează de mai multe ori sistemul solar, precum și cu creatorii acesteia.

## Conținutul seriei
Seria conține șase romane. Primului roman, scris de Clarke, îi urmează o trilogie realizată în colaborare de cei doi autori, căreia Lee i-a mai adăugat ulterior două cărți. Acestea din urmă nu continuă trilogia, dar acțiunea lor se petrece în cadrul aceluiași univers.
Cărți scrise doar de Clarke
- Rendezvous with Rama (1972) - ro. Rendez-vous cu Rama

Cărți scrise în colaborare
- Rama II (1989) - ro. Rama II
- The Garden of Rama (1991) - ro. Grădina din Rama
- Rama Revealed (1993) - ro. Război pe Rama

Cărți scrise doar de Lee
- Bright Messengers (1995)
- Double Full Moon Night (1999-2000)

## Originea seriei
În 1972, Arthur C. Clarke a publicat romanul Rendez-vous cu Rama, care a cunoscut un succes deosebit la public și a fost recompensat cu numeroase premii: Nebula și BSFA în 1973, Hugo, Jupiter, John W. Campbell și Locus în 1974, precum și premiul japonez Seiun în 1980.
Înainte de a preda manuscrisul spre publicare, Clarke a făcut o ultimă corectură, adăugând la sfârșit „Ramanii fac totul în triplet.” Deși nu avea în plan să scrie o continuare, în vara anului 1987 și-a dat seama că lăsase deschisă posibilitatea unei trilogii. El l-a contactat pe Gentry Lee, cu care mai colaborase anterior la romanul Craddle, pentru a scrie o serie pornind de la acest roman.
Principala parte a procesului de scriere a fost realizată de Lee. Rezultatul a fost că elementul central și stilul romanelor scrise în colaborare diferă de original, accentul fiind pus pe caracterizare personajelor și o portretizare clară a acestora în bune și rele, o deosebire esențială față de profesioniștii dedicați ai lui Clarke. Trilogia scrisă în colaborare nu s-a bucurat de aceeași apreciere critică și de premii ca și originalul. Ulterior, Lee a mai scris două cărți a căror acțiune se petrece în același univers, dar care nu au legătură directă nici cu trilogia, nici cu prima carte a seriei.

## Cronologie
- 2130: Este identificat un obiect cilindric care se apropie de sistemul solar. Acesta este numit Rama și este explorat de nava pământeană Endeavour înainte de a intra pe o traiectorie care să-l poarte înapoi în adâncimile universului.
- 2140: Omenirea se cufundă într-o criză economică fără precedent, numită Marele Haos, însoțită de anarhie și de sărăcie pe scară largă. Majoritatea coloniilor aflate pe planetele sistemului solar sunt abandonate treptat.
- 2200: În sistemul solar intră al doilea cilindru cosmic, botezat Rama II. Acesta este explorat de nava pământeană Newton, trei dintre membri acesteia rămânând la bordul său în momentul plecării acestuia. Ei sunt duși la o Bază de Tranzit din apropierea stelei Sirius, unde află că sunt una dintre multele specii extraterestre studiate de creatorii lui Rama, o specie care dorește o catalogare a formelor de viață din univers. De la Baza de Tranzit trimit un mesaj spre sistemul solar pentru a anunța sosirea lor la bordul unui vehicul Rama dotat cu un habitat care poate găzdui două mii de oameni.
- 2241: Mesajul trimis de la Baza de Tranzit de lângă Sirius este recepționat pe Pământ.
- 2242: Începe re-colonizarea planetei Marte. Unii dintre coloniști vor fi deturnați la bordul lui Rama înainte de aterizare, în timp ce o parte dintre cei ajunși la suprafața planetei vor găsi vestigiile unei rase extraterestre care a vizitat, în trecut, sistemul solar, și cu care încearcă să intre în contact.
- 2245: În colonia umană de pe vehiculul Rama situația se deteriorează. Puterea este preluată de un grup beligerant, care încearcă exterminarea celorlalte două rase extraterestre aflate în habitate protejate la bordul vehiculului spațial. Intervenția finală a creatorilor lui Rama pune capăt conflictului și toți călătorii sunt duși la Baza de Tranzit situată lângă steaua Tau Ceti, unde se alătură numeroaselor rase care au reprezentanți acolo.

## Romane

### Rendez-vous cu Rama
Un misterios obiect cilindric pătrunde în sistemul solar. Obiectul capătă denumirea Rama, iar pământenii trimit un echipaj condus de comandantul Norton pentru a-l explora. Ei descoperă în interior un uriaș habitat format dintr-o „câmpie” presărată cu construcții uriașe pe care le denumesc „orașe” și cu două emisfere separate la mijloc printr-o fâșie de apă. Cilindrul este populat cu creaturi robotice specializate, fiecare, în executarea unui anumit tip de activitate. Exploratorii sunt nevoiți în cele din urmă să abandoneze misiunea, atât din cauza unui atentat pus la cale de mercurieni, cât și din cauza faptul că, odată ajuns în dreptul Soarelui, vehiculul se pregătește să părăsească sistemul solar, ducându-și cu el misterele.

### Rama II
Șaptezeci de ani mai târziu, enigmaticul cilindru revine în sistemul solar. De data aceasta, la bord este trimisă o echipă care - pe baza datelor păstrate de la expediția anterioară - are un plan strict privind obiectivele necesare a fi studiate. Ei explorează orașele și iau contact cu creaturile robotice de la bordul vehiculului, dându-și seama că - deși similar în multe privințe - acesta nu este același care vizitase sistemul solar în trecut. Câteva accidente, precum și un complot pus la cale de câțiva membri ai echipajului determină abandonarea misiunii și încercarea distrugerii cilindrului cu ajutorul unor focoase nucleare. Sabotajul eșuează, iar Rama II părăsește sistemul solar având la bord trei oameni, care intră în contact cu o altă rasă aflată la bordul vehiculului spațial, aviarii.

### Grădina din Rama
Cei trei oameni rămași la bordul lui Rama - Nicole, Richard și Michael - sunt nevoiți să găsească un mod de conviețuire în acel mediu străin, dar și asigure perpetuarea speciei umane printre stele. În afara aviarilor, care se dovedesc prietenoși, la bordul lui Rama II întâlnesc încă o rasă extraterestră, aparent ostilă, octopăianjenii. În urma unei călătorii îndelungate - dintre care o parte este efectuată în stare de somn indus - ființele de la bordul lui Rama II ajung la o Bază de Tranzit de proporții gigantice. Acolo află că ramanii realizează o vastă enciclopedie care vrea să cuprindă toate rasele inteligente existente în univers, vehiculele cilindrice având rolul de a explora cosmosul în căutarea acestora și de a aduce la Bazele de Tranzit populații reprezentative ale lor.
Un nou vehicul Rama pornește spre lumile oamenilor, aviarilor și octopăianjenilor pentru a aduna aceste populații, dar grupul uman creează probleme. O facțiune a sa preia conducerea printr-o lovitură de stat și instituie un regim dictatorial, pornind apoi un război de exterminare a aviarilor. Cei care se opun, conduși de Nicole și de Richard, sunt nevoiți să se refugieze în habitatul octopăianjenilor, care se dovedește că nu sunt ostili, așa cum păruse inițial.

### Război pe Rama
Populația umană pornește un război de exterminare a octopăianjenilor, dar aceștia, ajutați de oamenii refugiați în sânul lor, încearcă să-i pună capăt. Văzând că situația a scăpat de sub control, ramanii intervin și aduc cilindrul înapoi la Baza de Tranzit, unde separă populația umană în două facțiuni: una cooperantă și una xenofobă. Astfel, omenirea se alătură celorlalte rase extraterestre monitorizate, într-o enciclopedie grandioasă a universului.

### Bright Messengers
Coloniștii marțieni descoperă ascunse sub suprafața planetei vestigiile unui oraș părăsit construit de o misterioasă civilizație extraterestră care ar fi vizitat sistemul solar în timpuri imemoriale. Ei se îmbarcă la bordul unei nave descoperite în acel oraș, care îi va duce să descopere misterul rasei necunoscute.

### Double Full Moon Night
Călătorind la bordul navei misterioase, coloniștii sunt nevoiți să facă față atât propriilor probleme, cât și unor rase extraterestre ostile. Ajunși pe o planetă îndepărtată, ei trebuie să rezolve tensiunile dintre ei pentru a nu risca exterminarea și a putea afla misterele civilizației care a construit orașul subteran marțian.

## Personaje principale
- Nicole des Jardins Wakefield: medic și ofițer biolog în misiunea Newton. Fostă atletă de performanță, este fiica unui scriitor francez și a unei negrese Senoufo. Viziunile pe care le are ca urmare a inițierilor făcute în cadrul tribului african o vor călăuzi pe tot parcursul vieții. În urma unei asemenea viziuni decide să rămână la bordul vehiculului Rama II, pentru a duce în spațiu moștenirea genetică a tribului. Ea are mai mulți copii:
  - Genevieve: concepută în urma unei relații secrete cu moștenitorul tronului Marii Britanii, este abandonată pe Pământ de mama sa, care pleacă în spațiu cu Rama II.
  - Simone: concepută cu Richard Wakefield, rămâne în Baza de Tranzit unde întemeiază o familie cu generalul american de aviație Michael O'Toole, un catolic practicant
  - Katie: concepută cu Richard, devine dependentă de droguri, își părăsește familia și se alătură facțiunii totalitare a lui Nakamura, care preia conducerea habitatului uman de pe vehiculul Rama III. Se sinucide după ce se răzbună pe Nakamura, care ordonase asasinarea tatălui ei.
  - Benji: conceput cu Michael O'Toole, are un ușor retard mental.
  - Patrick: conceput cu Michael, este singurul care reușește să păstreze relația cu Katie.
  - Ellie: concepută cu Richard după eliberarea acestuia din captivitatea octopăianjenilor, deține material genetic modificat de această rasă extraterestră Se căsătorește cu medicul Robert Turner.

- Richard Wakefield: astronom și inginer electronist cu o inteligență ieșită din comun, pasionat de realizarea mini-roboților. Face parte din echipajul care explorează vehiculul Rama II și decide să rămână la bordul acestuia alături de Nicole, cu care se căsătorește. Inteligența sa îi permite să stabilească cu limbaj de comunicare cu inteligența artificială care conduce vehiculul Rama. Timp de doi ani este prizonier al octopăianjenilor, care efectuează o serie de experimente genetice asupra sa. Este asasinat din ordinul lui Nakamura în timp ce încerca să medieze conflictul dintre oameni și octopăianjeni.

Personajele menționate anterior nu apar în romanele care nu aparțin trilogiei Rama, acestea având alți protagoniști:
- William Tsien Norton: comandantul navei Endeavour și conducătorul misiunii de explorare a cilindrului Rama.
- Johann Eberhardt - inginer de sistem de naționalitate germană care descoperă orașul subteran părăsit de pe Marte.
- Sora Beatrice - preoteasă a ordinului global al Sf. Michael și viitoare soție a lui Johann.

## Vehiculul Rama

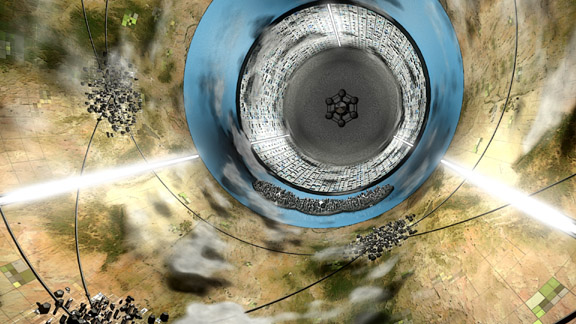
O reprezentare artistică a interiorului navei Rama.

Interiorul lui Rama este în esență un gigantic peisaj cilindric cu caracteristici metalice, denumit de echipaj 'Câmpia Centrală', care se distinge prin dimensiunile sale: 50 de km lungime și 16 de km în diametru, la care se adaugă învelișul de 4 km grosime. Dacă cilindrul ar fi întins, suprafața internă ar fi de 50 de km lungime și 50 de km lățime, ceea ce înseamnă o suprafață de 2500 km2. Rama posedă gravitație artificială grație mișcării sale de rotație de 0,25 rpm.
Cilindrul este împărțit în emisferele 'nordică' și 'sudică', separate la mijloc de o suprafață de apă de lată de 10 km pe care astronauții o denumesc 'Oceanul Cilindric'. În mijlocul acestuia se ridică o insulă acoperită cu structuri similare zgârie-norilor, pe care astronauții o numesc 'New York' datorită asemănării cu Manhattanul. La capetele navei se află "Polii" Nord și Sud. Polul Nord reprezintă prova iar cel Sud pupa, deoarece Rama accelerează în direcția primului, iar sistemul de propulsie se află în cel din urmă.
Polul Nord conține ecluza lui Rama, fiind locul în care se cuplează Endeavour. Ecluza permite accesul într-o cavitate imensă, semirotundă, care reprezintă unul dintre cele două capete ale cilindrului și care este denumită de oameni 'Butucul'. De la acesta pornesc trei scări de câte 8 km lungime, denumite Alfa, Beta și Gama, care permit coborârea pe câmpie.
În emisfera nordică se găsesc câteva 'orașe' mici legate între ele cu drumuri, care primesc denumirile Londra, Paris, Beijing, Tokyo, Roma și Moscova. Polul Sud prezintă un pilon gigantic înconjurat de șase piloni mai mici, despre care se presupune că fac parte din sistemul de propulsie fără recție al lui Rama.
Fiecare capăt al lui Rama este luminat de către trei benzi luminoase uriașe amplasate echidistant în jurul cilindrului, care funcționează asemenea unor ferestre luminoase gigantice.

## Forme de viață extraterestre

### Ramanii
Ramanii sunt inteligențele extraterestre care au construit vehiculele Rama. Scopul acestor vehicule este de a explora universul în căutarea speciilor inteligente, din sânul cărora să adune apoi un grup reprezentativ pe care să-l aducă la Baza de Tranzit. Osată ajuns acolo, grupul se adaugă celorlalte grupuri în ceea ce pare a fi o imensă enciclopedie a tuturor raselor din univers. Pentru comunicarea cu aceste rase, ramanii au construit ființe inteligente, de genul Vulturului desemnat să asigure interfața cu omenirea. Ei nu intervin în conflictele dintre rasele universului, decât când acestea riscă să afecteze grupurile reprezentative adunate.
Singurul raman menționat în cadrul seriei este cel numit Primul Monitor, despre care se spune că „a fost trimis de Creator, din altă dimensiune a universului timpuriu, în sistemul nostru de spațiu-timp în evoluție”. El „avea menirea să observe ce se petrece și să creeze, după nevoie, cu propria inteligență, celelalte sisteme de observare care să adune toate informațiile generale despre procesul general”. Toate informațiile adunate de acesta sunt stocate în Modulul Cunoașterii din Baza de Tranzit.
Ideea inteligenței extraterestre net superioare omenirii, având aproape atributele unei zeități, este prezentă în mai multe opere ale lui Clarke, cele mai notabile fiind prezentate în seria Odiseea spațială și în povestirea "Rescue Party".

### Aviarii
„[Zburătoarea avea] doi ochi blânzi, albastru-închis, înconjurați de un inel cafeniu, [iar] capul îi reamintea de pterodactili. [...] Ciocul era destul de lung și coroiat. Nu avea dinți, iar cele două picioare, plasate simetric față de corp, se terminau fiecare prin gheare ascuțite. [Masa ei era] de aproximativ o sută de kilograme. Corpul, exceptând ochii și ciocul, vârful aripilor și ghearele, era acoperit cu un înveliș gros și negru, asemănător catifelei.”
Aviarii sunt prima specie întâlnită de oameni la bordul vehiculului Rama II și se dovedesc a fi prietenoși, ajutându-i pe cei rămași la bord să supraviețuiască în mediul ostil. Ei comunică prin strigăte, dar înțeleg imaginile prin care oamenii le comunică ce doresc. Hrana lor este formată din pepeni-mană, niște sfere cu un conținut extrem de hrănitor, produs al unei specii cu care aviarii se află în simbioză, sesilele.
Din punct de vedere tehnologic dezvoltarea lor este limitată, zborul cosmic fiindu-le accesibil prin intermediul unei rase extraterestre. Ei se înmulțesc prin ouă și se deplasează prin zbor.

### Sesilele
„Creaturile aveau forma unui câine de mărime mijlocie, dar în mod sigur cântăreau mult mai puțin. Corpul lor era subțire. Segmentele anterioare și posterioare erau mai mari decât cel median și toate trei aveau la suprafață câte o carapace lustruită făcută dintr-un material tare. [...] [Ele aveau] apendice, care erau foarte groase, poate chiar dotate cu mușchi și acoperite cu un „păr” scurt, des, negru cu alb. [...] Mâinile, dacă ăsta era termenul potrivit, nu erau acoperite cu păr și aveau fiecare câte patru degete, inclusiv un deget mare, opozabil la perechea din față.”
Sesilele prezintă o formă imobilă și una mobilă. Cea imobilă reprezintă o rețea neurală în care sunt stocate toate informațiile acumulate de specie. În interiorul ei ia naștere pepeni-mană (numiți și cantalupi), care conțin o formă embrionară a cărei dezvoltare este însoțită de învățarea unor cunoștințe importante legate de specie.
Acești embrioni ajung la stadiul mobil de mirmipisici, care se nasc inteligente și independente, dar au potențial mai mic de dezvoltare intelectuală. Ele au o viață destul de scurtă și revin în interiorul sesilei pentru a muri, întreaga lor experiență adăugându-se la baza de cunoștințe a rețelei neurale. Mirmipisicile comunică prin sunete de înaltă frecvență, pot executa activități artistice și se află în simbioză cu rasa aviarilor, cărora le oferă sprijin tehnologic, medical și nutrițional.
Comunicarea cu oamenii se realizează la nivel telepatic în interiorul rețelelor imobile și prin intermediul picturilor în cazul mirmipisicilor.

### Octopăianjenii
„Corpul aproape sferic era cenușiu închis, cu un diametru de circa un metru și cu o fantă verticală lată de douăzeci sau douăzeci și cinci de centimetri, care ducea de sus până jos, unde corpul se desfăcea în opt tentacule negre cu auriu care se răsfirau pe podea, fiecare având doi metri lungime. În interiorul fantei verticale erau multe protuberanțe și încrețituri necunoscute [...], dintre care cea mai mare era reprezentată de un grup de lentile dreptunghiulare conținând un anume tip de lichid.”
Octopăianjenii reprezintă una dintre cele trei rase extraterestre culese de vehiculele Rama în periplul care le-a adus în sistemul solar. Ei comunică prin intermediul emisiei unor benzi colorate, culoarea și lățimea fiecărei benzi de culoare desemnând cuvinte, fraze sau acțiuni. Unii dintre oameni reușesc să învețe parțial semnificația benzilor de culoare și, astfel, ajung să comunice cu octopăianjenii.
Considerați inițial ostili de către oameni, din cauza comportamentului prevăzător și a încercării de a studia rasa umană prin orice mijloace, octopăianjenii ajung în cele din urmă să protejeze democrația omenirii în fața politicii agresiv-expansioniste a lui Nakamura. Cunoștințele lor științifice sunt superioare omenirii în unele domenii, cum ar fi modificarea genetică sau vindecarea unor boli considerate incurabile (cum este retrovirusul RV-41 care atrofiază mușchiul cardiac al oamenilor)
La începuturile constituirii civilizației lor, octopăianjenii au fost ajutați să facă un adevărat salt de către o intervenție extraterestră. Ulterior, ei au ajuns la concluzia că există o legătură foarte puternică între sexualitate și unele caracteristici comportamentale, cum ar fi ambiția personală, agresivitatea, simțul proprietății și îmbătrânirea. Prin urmare, aceasta a fost înlăturată prin procesul Optimizării, în urma căruia fiecare octopăianjen s-a putut integra în ierarhia societății, fără a mai cauza probleme sociale. În cadrul acestei societăți de tip comunist, fiecare își îndeplinește cu conștiinciozitate și bună credință îndatoririle, fiind create chiar o serie de ființe-biot specializate pentru hrană, construcții, etc. Octopăianjenii care refuză Optimizarea sunt marginalizați și atent monitorizați, pentru a nu interfera cu bunul mers al societății. Aparent, octopăianjenii iau în considerare integrarea omenirii în această structură eficiență, dovadă experimentele genetice efectuate asupra unor subiecți umani în Grădina din Rama și Război pe Rama și anumite aluzii făcute de octopăianjenii cu care Nicole și familia ei intră în contact.

### Alte specii extraterestre
În timpul șederii în Baza de Tranzit, Nicole și membrii familiei ei au ocazia să zărească pentru scurt timp câteva specii extraterestre. Două dintre specii sunt sferice, cu tentacule lungi și subțiri ca firul de borangic, ele diferențiindu-se prin culoare: una este roz, cealaltă aurie.
O altă specie are forma unui țipar mare dotat cu pelerină și trăiește în mediu acvatic. Una dintre extremități este roșu aprins, iar cealaltă cenușie, ambele prezentând încrețituri și protuberanțe. Ea este singura dintre cele trei specii inteligente din habitatul natural care călătorește prin spațiu. Specia posedă o manifestare alternativă, prima generație de urmași fiind tot acvatică și dotată cu membre. Urmașii acesteia revin la forma bunicilor.
Personajele din cele două romane scrise doar de Gentry Lee descoperă și ei o civilizație străveche, pe urmele căreia pornesc și care îi protejează de o serie de rase agresive dezvoltate pe o planetă cu doi sateliți.

## Opinii critice
Primul roman a cărui acțiune se petrece în acest univers, Rendez-vous cu Rama, a fost apreciat de critică pentru „atingerea glacială a necunoscutului, a ceea-ce-nu-prea-putem-înțelege - [care] ne oferă science-fiction la cel mai înalt nivel de inventivitate tehnică”. Doi dintre cei mai respectați scriitori SF ai vremii, Frank Herbert și Isaac Asimov au lăudat și ei romanul pentru faptul că reprezintă „o poveste astronomică scrisă de cineva care știe astronomie” și „demonstrează că principala componentă a științifico-fantasticului de calitate este epicul”. Succesul său s-a concretizat și în mulțimea de premii câștigate de-a lungul anilor:
- Premiul Nebula pentru "Cel mai bun roman" în 1973[1]
- Premiul Asociației Britanice de Science Fiction în 1973[1]
- Premiul Hugo pentru "Cel mai bun roman" în 1974[2]
- Premiul Jupiter pentru "Cel mai bun roman" în 1974[2]
- Premiul John W. Campbell Memorial în 1974[2]
- Premiul Locus pentru "Cel mai bun roman" în 1974[2]
- Premiul Seiun pentru "Cel mai bun roman străin" în 1980

Trilogia Rama nu a avut parte de același succes, cărțile ei fiind întâmpinate cu recenzii mixte spre negative. Una dintre principalele critici a constituit-o îndepărtarea de stilul precis, hard SF al lui Clarke și folosirea unei abordări specifice lui Lee, în care acțiunea se învârte în jurul vieții personajelor, cu multe rememorări din trecut. Publishers Weekly consideră un mare neajuns faptul că „autorii au neglijat dezvoltarea narațiunii în favoarea expunerilor. Evenimentele sunt descrise și expuse filozofic foarte amănunțit, dar acțiunea este livrată la mâna a doua, deoarece personajele își povestesc unul altuia evenimentele în loc să le experimenteze direct.”
De altfel, scrierile lui Lee au fost deseori criticate pentru descrierile excesiv de detaliate făcute vieților personajelor și pentru scenele de sex fără legătură cu acțiunea, care amintesc de romanele de dragoste. Ultimele două cărți a căror acțiune se petrece în acest univers, scrise doar de Lee, au avut parte de o primire slabă, fiind criticate pentru ritmul inegal și lipsa profunzimii personajelor.

## Adaptări
În 1984, Trillium a lansat un joc pe calculator bazat pe cartea Rendez-vous cu Rama, pe care l-a portat ulterior pe alte sisteme cum ar fi Apple II și Commodore 64. Deși grafica era destul de primitivă, descrierile prezentau multe detalii și asemănarea cu cartea era foarte mare. Adaptarea a fost realizat în 1983 de către Ron Martinez, care apoi a realizat jocul multiplayer online 10Six, cunoscut și ca Project Visitor.
Sierra Entertainment a creat în 1996 jocul video Rama în stilul lui Myst. Arthur C. Clarke apare în joc ca ghid pentru jucători, într-o grafică de înaltă calitate. Jocul conține și personaje din romanul Rama II.
În 2009, BBC Radio 4 a realizat o adaptare radiofonică în două părți în cadrul un sezon SF. Adaptarea a fost realizată de Mike Walker și a fost difuzată pe 1 martie 2009 (partea 1), respctiv 8 martie 2009 (partea a 2-a).
La începutul anilor 2000, actorul Morgan Freeman și-a exprimat intenția de a ecraniza Rendez-vous cu Rama, dar filmul a rămas la stadiul de proiect vreme de mulți ani. În 2003, după ce principala problemă a constituit-o procurarea fondurilor, se părea că proiectul va trece la stadiul de producție. Filmul urma să fie produs de compania lui Freeman, Revelations Entertainment. David Fincher, care era menționat pe pagina de web Rama a celor de la Revelations încă din 2001, a declarat într-un interviu din 2007 că încă se mai ocupă de proiect.
Totuși, spre sfârșitul anului 2008, David Fincher a declarat că este destul de puțin probabil ca filmul să fie realizat. "Se pare că nu se va întâmpla. Nu există niciun scenariu și, după cum știți, starea sănătății lui Morgan Freeman nu e tocmai bună în acest moment. Am încercat să-l facem, dar probabil că nu se va întâmpla."
Într-un interviu acordat în 2010, Freeman a afirmat că încă mai are în plan realizarea proiectului, dar are dificultăți în găsirea scenariului potrivit, exprimându-și opinia că filmul ar trebui realizat 3D. În ianuarie 2011, Fincher a declarat într-un interviu acordat celor de la MTV că încă are în plan realizarea filmului după ce va finaliza lucrul la remake-ul după Douăzeci de mii se leghe sub mări (a cărui producție este planificată a începe în 2013). El a confirmat problemele pe care le are Freeman de a găsi scenatiul potrivit.
Într-un interviu cu Neil deGrasse Tyson din februarie 2012, Freeman și-a exprimat interesul de a juca rolul comandantului Norton, declarând că„fantezia mea de a comanda o navă stelară este de a comanda Endeavour”. Tyson l-a întrebat: „Deci acesta este un indiciu că vei fi ... acea persoană dacă se va face filmul?", la care Freeman a confirmat: "Vom FACE filmul." Drept răspuns la o cerere de „a-l face mai curând decât mai târziu”, Freeman a readus în discuție faptul că dificultatea de a găsi un scenariu de calitate constituie primul obstacol în realizarea filmului, declarând: „... singura problemă care este cu adevărat grea atunci când faci un film, mai grea chiar decât găsirea banilor, o reprezintă găsirea unui scenariu ... a unui scenariu bun”.